# Mike Passenier
Michael (Mike) Percy Passenier (Amsterdam, 9 april 1969) is een Nederlands kickbokstrainer die eigenaar is van de sportschool Mike's Gym in Oostzaan. Hij is ook bekend onder de bijnaam "Big Mike".

## Biografie
Passenier werd geboren in Amsterdam als zoon van een Nederlandse moeder en een Surinaamse vader. Hij groeide op in de wijk Betondorp bij zijn moeder en stiefvader. Passenier speelde voetbal in zijn jeugd. Op 15-jarige leeftijd bezocht hij voor het eerst een kickboksgala in de Jaap Edenhal en raakte onder de indruk van de bezoekers en de sfeer. Tijdens zijn werk in een café ontmoette hij wereldkampioen kickboksen Gilbert Ballantine. Passenier ging sparren met Ballantine, die onder de indruk was van zijn vaardigheden en hem vroeg of hij hem wilde helpen met zijn kickbokslessen. Passenier was zelf nooit een professionele vechtsporter.
Passenier begon in 2002 met het geven van kickbokslessen. Een jaar later opende hij zijn eigen sportschool: Mike's Gym. Passenier werd bekender in de kickbokswereld toen hij Joerie Mes trainde, die beschouwd werd als een van de beste combinatiespecialisten in het kickboksen. Mike's Gym werd een van de grootste vechtsportscholen van Nederland. De leerlingen van Passenier onderscheiden zich door hun focus om de wedstrijd te winnen op knock-out. Ze gebruiken geen puntgerichte tactieken. Passenier heeft veel wereldkampioenen getraind, waaronder Melvin Manhoef, Badr Hari, Murthel Groenhart en Gökhan Saki.
Op 26 november 2009 brak er brand uit in het naastgelegen gebouw City Box, waarbij Mike's Gym volledig afbrandde. De sportschool werd op 29 maart 2010 heropend.
In mei 2019 kwam een biografie uit over Passenier die geschreven is door Wilson Boldewijn, getiteld Big Mike.